# Wahl zur Nationalversammlung für Wales 2003
- JMIP: 1
- Plaid: 12
- WLP: 30
- WLD: 6
- WCP: 11

- Austritt: 13
- Union: 47

Die Wahl zur Nationalversammlung für Wales 2003 war die zweite Wahl zur im Jahre 1999 neu eingerichteten Nationalversammlung in Cardiff und fand am 1. Mai 2003 statt. Am selben Tag fand auch die Parlamentswahl in Schottland statt. Die Wahl endete mit Wahlgewinnen der Labour Party, die anschließend den First Minister stellte.

## Wahlsystem
Die Wahl erfolgte nach einem personalisierten Verhältniswahlrecht (Mixed-Member Proportional). 40 Abgeordnete wurden in Wahlkreisen in einfacher Mehrheitswahl (First-Past-the-Post) gewählt und weitere 20 Abgeordnete in insgesamt fünf Wahlregionen.

## Spitzenkandidaten
- Welsh Labour Party (Arbeitspartei) – Rhodri Morgan
- Plaid Cymru (Walisische Nationalpartei) – Ieuan Wyn Jones
- Welsh Conservative Party (Konservative) – Nicholas Bourne
- Welsh Liberal Democrats (Liberaldemokraten) – Michael German

## Wahlkampf und Wahlbeteiligung
Im Gegensatz zu Unterhauswahlen lief die Wahl weitgehend ohne Anzeigenkampagnen ab, was zumindest teilweise durch fehlende Mittel hierfür begründet war. In der Öffentlichkeit wurde der Wahlkampf als kurz und unauffällig wahrgenommen.
Die Wahlbeteiligung lag bei 38,2 % und damit nicht nur deutlich niedriger als die 59 %, die bei der letzten Unterhauswahl 2001 in Wales registriert worden waren, sondern auch noch unter dem Wert von 46,3 % bei der ersten Wahl zur walisischen Nationalversammlung 1999. Bei Wählern unter 35 Jahren wurde die Wahlbeteiligung auf nur 19 % geschätzt. Die Beteiligung in ländlichen Regionen war höher als die in städtischen, und Walisisch sprechende Personen nahmen zu einem höheren Prozentsatz an der Wahl teil, als solche ohne Kenntnisse des Walisischen.

## Wahlergebnis

Relative Mehrheiten in den 40 Wahlkreisen (die Farbgebung entspricht der der Tabelle)

20 Abgeordnete wurden über regionale Parteilisten in 5 Wahlregionen bestimmt

| Partei    | Partei                               | Wahlkreis- stimmen | In %    | Wahlkreis- mandate | Listen- stimmen | In %    | Listen- mandate | Gesamt- mandate |
| --------- | ------------------------------------ | ------------------ | ------- | ------------------ | --------------- | ------- | --------------- | --------------- |
|           | Labour                               | 340.535            | 40,0 %  | 30                 | 310.658         | 36,6 %  | 0               | 30              |
|           | Plaid Cymru                          | 180.185            | 21,2 %  | 5                  | 167.653         | 19,7 %  | 7               | 12              |
|           | Conservatives                        | 169.842            | 19,9 %  | 1                  | 162.725         | 19,2 %  | 10              | 11              |
|           | Liberal Democrats                    | 120.250            | 14,1 %  | 3                  | 108.013         | 12,7 %  | 3               | 6               |
|           | Greens                               | 0                  | 0,0 %   | 0                  | 30.028          | 3,5 %   | 0               | 0               |
|           | UKIP                                 | 19.795             | 2,3 %   | 0                  | 29.427          | 3,5 %   | 0               | 0               |
|           | John Marek Independent Party         | 8.749              | 1,0 %   | 1                  | 11.008          | 1,3 %   | 0               | 1               |
|           | Socialist Labour Party               | 410                | 0,0 %   | 0                  | 10.358          | 1,2 %   | 0               | 0               |
|           | Cymru Annibynnol                     | –                  | –       | –                  | 6.466           | 0,8 %   | 0               | 0               |
|           | Mid and West Wales Pensioners Party  | –                  | –       | –                  | 3.968           | 0,5 %   | 0               | 0               |
|           | BNP                                  | –                  | –       | –                  | 3.210           | 0,4 %   | 0               | 0               |
|           | ProLife Alliance                     | 239                | 0,0 %   | 0                  | 2.183           | 0,3 %   | 0               | 0               |
|           | Vote 2 Stop the War Party            | –                  | –       | –                  | 1.729           | 0,2 %   | 0               | 0               |
|           | Welsh Communist Party                | –                  | –       | –                  | 1.099           | 0,1 %   | 0               | 0               |
|           | New Millennium Bean Party            | 289                | 0,0 %   | 0                  | 1.027           | 0,1 %   | 0               | 0               |
|           | Tinker Against the Assembly Party    | 2.201              | 0,3 %   | 0                  | –               | –       | –               | 0               |
|           | Welsh Socialist Alliance             | 1.554              | 0,2 %   | 0                  | –               | –       | –               | 0               |
|           | Socialist Alternative                | 1.193              | 0,1 %   | 0                  | –               | –       | –               | 0               |
|           | Caerphilly Constituency Independents | 930                | 0,1 %   | 0                  | –               | –       | –               | 0               |
|           | Unabhängige                          | 5.215              | 0,6 %   | 0                  | –               | –       | –               | 0               |
| Insgesamt | Insgesamt                            | 851.387            | 100,0 % | 40                 | 849.552         | 100,0 % | 20              | 60              |

## Nach der Wahl
Das augenfälligste Ergebnis der Wahl waren die starken Verluste von Plaid Cymru, die im Vergleich zu 1999 ein Drittel ihre Wählerstimmen und fünf Mandate verlor. Infolgedessen trat Ieuan Wyn Jones am 8. Mai 2003 von seinem Amt als Plaid-Vorsitzender zurück. Die Labour Party gewann gering an Stimmen und genau die Hälfte der Mandate in der Nationalversammlung. Nach der Wiederwahl des Plaid-Abgeordneten Lord (Dafydd) Elis-Thomas zum (neutral agierenden und nicht stimmberechtigten) Parlamentspräsidenten erreichte Labour eine hauchdünne Mehrheit und bildete unter dem wiedergewählten First Minister Rhodri Morgan eine Alleinregierung. Nach Austritt des Labour-Abgeordneten Peter Law Anfang 2005 verlor die Labour-Regierung ihre Mehrheit wieder und regierte bis zum Ende der Legislaturperiode mit wechselnden Mehrheiten.